# محافظة العاصمة (البحرين)

محافظة العاصمة

محافظة العاصمة هي واحدة من أصل 4 محافظات في مملكة البحرين. تضم المحافظة المنامة عاصمة البحرين. وهي المنطقة الإدارية الأكثر اكتظاظا بالسكان في البلاد، حيث يبلغ عدد سكانها أكثر من نصف مليون شخص في عام 2020.

## تشكيل
تم تشكيل محافظة العاصمة بموجب مرسوم ملكي في 3 يوليو 2002. وتضم المحافظة الحالية بلديات المنامة وجد علي ورأس رمان وأجزاء من جد حفص.

## التركيبة السكانية
وبحسب إحصاء أُجري في عام 2010، يعيش في محافظة العاصمة 329.510 نسمة، وهي الأعلى بين المحافظات الأربع. 261،921 مواطن غير بحريني و 67،589 مواطن بحريني. الغالبية العظمى من المساكن في محافظة العاصمة عبارة عن شقق، بها حوالي 34000 شقة. كانت الفلل الخاصة هي ثاني أكثر أشكال الإسكان شيوعًا، حيث بلغ عدد المساكن فيها 7،284 وحدة سكنية في المحافظة.
اعتبارًا من عام 2020، بلغ إجمالي عدد سكان المحافظة 534،939 نسمة على مساحة أرض تبلغ 90 كيلومترًا مربعًا، بكثافة سكانية تبلغ 5927.

## المناطق

### مناطقالمنامة
- أم الحصم
- بو عشيرة
- بو غزال
- الجفير
- الحورة
- النعيم
- السقية
- السلمانية
- السويفية
- العدلية
- الغريفة
- الفاتح
- القضيبية
- القفول
- الكورنيش
- الماحوز
- المنطقة الدبلوماسية
- منطقة ميناء سلمان الصناعية
- الواجهة البحرية
- وسط المنامة

### المناطق الأخرى
- أَبُو بَهَام
- البرهامة
- البلاد القديم
- توبلي
- جد حفص
- جد علي
- جرداب
- النبيه صالح
- الخميس
- الديه
- الزنج
- سترة
- السنابس
- سند
- السهلة الجنوبية
- الصالحية
- السيف
- طشان
- عذاري
- العكر
- كرباباد
- مدينة عيسى
- المصلّى
- النويدرات

## وصلات خارجية
- الموقع الرسمي